# هلنیسم (دین مدرن)

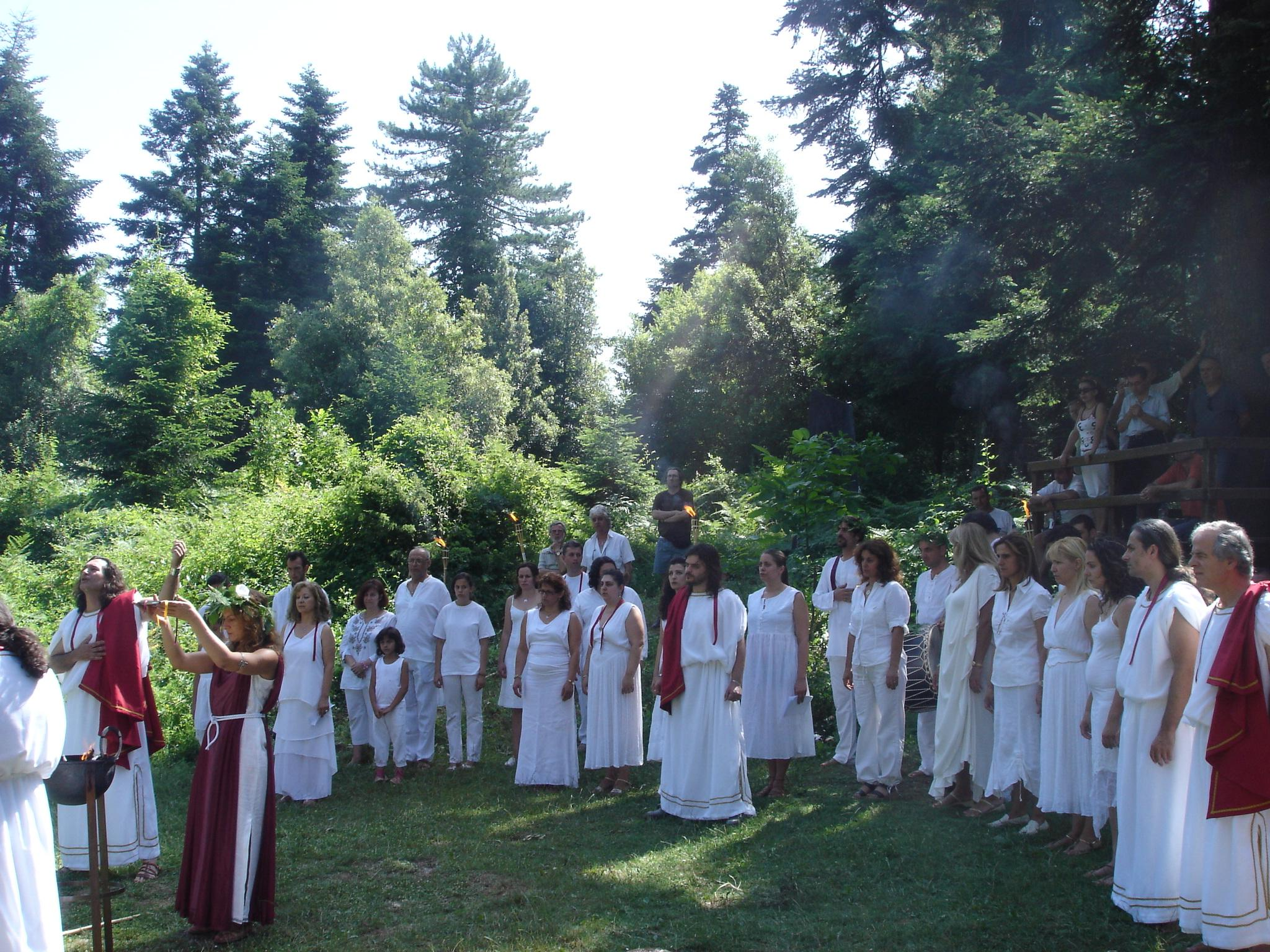
برگزاری مراسم توسط شورای عالی یونانیان قومی YSEE

هلنیسم (یونانی: Ἑλληνισμός) در زمینه مذهبی به دین کثرت گرای مدرنی اشاره دارد که در یونان و در سراسر جهان توسط چندین جامعه برگرفته از اعتقادات دین یونان باستان، اسطوره‌شناسی یونانی و مناسک آن از دوران باستان تا امروز انجام می‌شود. این یک نظام فکری و معنوی با فرهنگ و ارزش‌های مشترک و سنت آیینی، زبانی و ادبی مشترک است. به‌طور گسترده‌تر، هلنیسم خود را بر پرستش خدایان هلنی، یعنی دوازده ایزد المپ‌نشین متمرکز می‌کند.